# Pleoticus robustus
Pleoticus robustus är en kräftdjursart som först beskrevs av Sidney Irving Smith 1885.  Pleoticus robustus ingår i släktet Pleoticus och familjen Solenoceridae. Inga underarter finns listade i Catalogue of Life.

## Bildgalleri

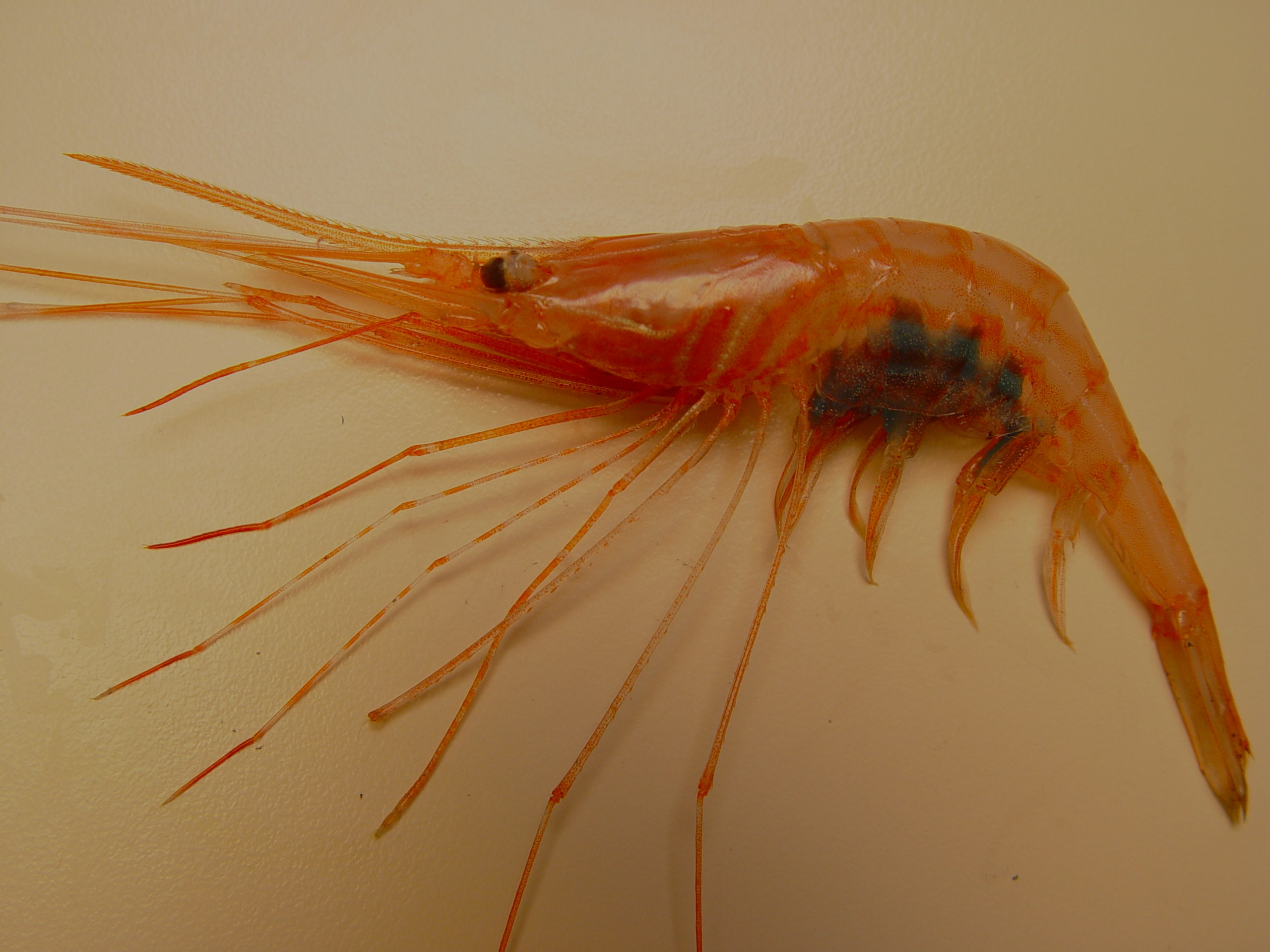